# 全在善
全在善（チョン・ジェソン、朝鮮語: 전재선、1928年1月12日 - 没年不明）は、朝鮮民主主義人民共和国の軍人、政治家。朝鮮労働党中央委員会委員候補、朝鮮人民軍副総参謀長、朝鮮人民軍陸軍第1軍団長などを歴任。朝鮮人民軍における軍事称号（階級）は次帥。

## 経歴
1928年1月12日に生まれた。出生地は咸鏡南道北青郡新浦面。金日成軍事総合大学を卒業した。1981年に少将で朝鮮人民軍副総参謀長に就任した。1986年2月に朝鮮労働党中央委員会委員候補に補選され、同年6月に最高人民会議第8期代議員に選出された。朝鮮人民軍陸軍第5軍団長を経て、1988年に上将に昇進した。1991年に朝鮮人民軍副総参謀長に再任され、1992年に大将に昇進した。1994年に朝鮮人民軍陸軍第1軍団長に就き、1997年に次帥に昇進した。
2009年3月8日に実施された最高人民会議第12期代議員選挙で、金正日総書記が立候補した選挙区で投票したことが報じられると、それから動静が途絶えた。
2012年12月13日愛国烈士陵安葬。
2016年5月6日に開催された朝鮮労働党第7次大会で金正恩委員長によって読み上げられた開会の辞の中で、「全在善同志をはじめ革命武力の強化発展のためのたたかいで英雄的偉勲を立てた貴重な先軍革命戦友たちも他界しました」と言及されたが、詳細は不明。